# 연천초등학교 고문분교
연천초등학교 고문분교는 대한민국 경기도 연천군 연천읍에 있었던 공립 초등학교이다.

## 학교 연혁
- 1963년 4월 15일 통현초등학교 고문분실인가(4학급 편성)
- 1964년 10월 10일 3개교실 신축 낙성
- 1965년 3월 1일 7학급 편성
- 1966년 3월 1일 고문국민학교로 승격 인가, 제1대 최춘섭 교장 취임
- 1995년 3월 1일 연천국민학교 고문분교장 인가(4학급 편성)
- 1996년 3월 1일 연천초등학교 고문분교로 개칭
- 2017년 2월 28일 폐교

## 참고 자료
- 연천초등학교고문분교장 - 한국교육학술정보원 학교알리미